# Sebenenávidějící Žid
Sebenenávidějící Žid (popř. sebenenávidějící žid) je termín, který se používá k označení Židů, kteří údajně chovají antisemitské názory nebo se angažují v antisemitských akcích. Tento termín se stal známější a používanější po vydání knihy Theodora Lessinga Der Jüdische Selbsthass (Židovská sebenenávist) z roku 1930, ale i před etablováním tohoto pojmu (a před příchodem sionistického hnutí) existoval stejný koncept obviňování Židů z toho, že jejich židovství je jim nepříjemné, jinými židovskými skupinami. Podle Paula Reittera se pojem stal klíčovým synonymem pohany během diskuzí o sionismu za období studené války i po ní.
Podle akademického autora W. Finlaye označení „sebenenávidějící Žid“ „je často používáno rétoricky k diskreditaci Židů, kteří se liší svým životním stylem, zájmy nebo politickými postoji od jejich obviňovatelů“. Tento termín má dlouhou historii v debatách o roli Izraele v židovské identitě, kdy je používán proti židovským kritikům izraelské vládní politiky. Podle akademického autora Sandera Gilmana, „jedna z nejnovějších forem židovské sebenenávisti je prudká opozice proti existenci státu Izrael“. Gilman označení sebenenávidějící Žid používá i proti Židům, kteří oponují existenci židovského státu (obecně, či v současné podobě). Podle Antony Lermana je sebenenávidějící Žid „naprosto falešný koncept,“ který „neslouží jinému účelu než marginalizovat a démonizovat politické oponenty.“ Ti říkají, že je ve stále větší míře používán coby osobní útok v diskuzích o „novém antisemitismu“. Sociolog Irving Louis Horowitz má za sebenenávidějícího Žida takového Žida, který představuje nebezpečí židovské komunitě.
Židovsky zaměřená periodika The Jewish Week a The Jerusalem Post používají tento termín v mnoha kontextech včetně židovských umělců, kteří ve svém díle vykreslí Židy negativně; jako formu jistého psychologického konfliktu; v článcích o „erozi [židovské] tradice“; a pro Židy kritizující izraelskou politiku či některé konkrétní židovské praktiky. Někdy jsou takto označováni i Židé stavějící se proti vojenským akcím Izraele.
Za sebenenávidějící Židy byli v minulosti označeni[kým?] například Noam Chomsky, Norman Finkelstein, Max Blumenthal, Ilan Pappé, Susan Sontagová, Richard Falk, John Dugard, Michael Neumann, Gilad Acmon, Jig'al Tumarkin, Tony Judt, Ja'ir Rotstein nebo třeba židovský soudce při OSN, Richard Goldstone a mnoho dalších Židé takto označení berou tento termín mj. jako „patologizaci“ nebo, slovy Martina Gibsona, „obvinění z antisemitismu, které se neujme“.
Spisovatel Philip Roth, který byl za svůj román Portnoyův komplex z roku 1969 označen za sebenenávidějícího Žida, řekl, že romány se zabývají lidskými dilematy a slabostmi, které lze najít ve všech komunitách, a autocenzura psaním jen o pozitivních vlastnostech židovských postav by (paradoxně) představovala odevzdání se antisemitismu.
Podle akademika W. M. L. Finlaye může židovská sebenávist vycházet z esencializace židovské identity a zdůrazňuje rozdíl mezi kritikou Židů či judaismu a kritikou „toho, co znamená být Židem“.

## Podobná označení
Ve stejném kontextu jako židovská nenávist se používá termín „židovský sebeodpor“ nebo sebe-nelibost (v angličtině „Jewish self-loath“) nebo též „auto-antisemitismus“ (hebrejsky אוטואנטישמיות‎). V Haaretzu použil Uzi Silber k židovské sebenenávisti termín „židovská chřipka“. Podobný koncept ale k Afroameričanům se označuje jako „Uncle Tom (syndrome)“ (syndrom strýčka Toma).